# Johan Henrik Freithoff
Johan Henrik Freithoff (* 1713 in Kristiansand, Norwegen; † 24. Juni 1767 in Kopenhagen) war ein dänisch-norwegischer Komponist, Violinist und Beamter.

## Leben
Er studierte während der 1730er Jahre Violine und Komposition in Italien, möglicherweise bei Giovanni Battista Sammartini. Als sicher gilt, dass er 1737 im Dienst des Großherzogs der Toscana, Gian Gastone de’ Medici, stand, und dass er im Oktober 1742 Konstantinopel besuchte. 1742 kehrte er nach Kristiansand zurück, bevor er 1744 eine Anstellung als Hofviolinist bei Christian VI. bekam. 1746 bekam er zusätzlich eine gut bezahlte Stelle als Sekretär der dänischen Kanzlei. Er starb 21 Jahre später an Tuberkulose.
Neun kammermusikalische Werke sind erhalten, darunter zwei Sonaten, eine für Flöte, eine andere für Violine.